# Vendetta per vendetta
Vendetta per vendetta è un film del 1968 diretto da Mario Colucci (con lo pseudonimo di Ray Calloway).